# Parafia Trójcy Świętej w Paszenkach
Parafia Trójcy Świętej w Paszenkach – parafia rzymskokatolicka w Paszenkach.
Kościół parafialny powstał, jako cerkiew unicka, najprawdopodobniej w 1717. W 1875, na skutek likwidacji unickiej diecezji chełmskiej, świątynia przeszła na własność parafii prawosławnej. W 1890 budynek został rozbudowany. W 1930 świątynia została zrewindykowana na rzecz Kościoła katolickiego.
Parafia ma księgi metrykalne od 1947.
Terytorium parafii obejmuje: Paszenki oraz Puchową Górę.